# Автопортрет с Изабеллой Брант
«Автопортрет с Изабеллой Брант» — картина Петера Пауля Рубенса.

## История создания
Осенью 1608 года Рубенс, обеспокоенный тяжёлой болезнью матери, был вынужден вернуться в Антверпен. Он приехал из Италии, куда он отправился ещё в мае 1600 года и где служил придворным живописцем герцога Мантуи. В 1603 году по его поручению Рубенс ездил в Испанию, чтобы передать подарки герцога королю Филиппу и герцогу Лермскому. После этого он попеременно работал в Риме, Мантуе и Генуе, где создавал величественные алтари и писал портреты.
Слава о его мастерстве летела впереди Рубенса и, когда он вернулся в Антверпен, были приложены все усилия, чтобы оставить его здесь навсегда. Город и испанские штатгальтеры эрцгерцог Альбрехт VII и инфанта Изабелла Клара Евгения давали ему заказы, и в сентябре 1609 года он получил должность придворного художника.
Но окончательное решение он принял после того, как, влюбившись в 18-летнюю Изабеллу Брант, женился на ней 3 октября 1609 года. Изабелла была дочерью очень почитаемого антверпенского патриция и статс-секретаря Яна Бранта, чей портрет также находится в «Старой пинакотеке». Она родила художнику дочь и двух сыновей. После её скоропостижной кончины 20 июня 1626 года Рубенс писал главному смотрителю королевской библиотеки в Париже Пьеру Дюпе:
Я потерял действительно хорошую супругу, которую с полным правом можно, даже нужно было любить, потому что она не обладала теми негативными качествами, обычно присущими женскому полу. Она была невздорной и без обычных женских прихотей, всегда благонравная и жизнерадостная. Из-за этих качеств всеми любима и оплакиваема всеми после смерти
Для первых зрителей картины она казалась чем-то новым, доселе невиданным в нидерландской живописи, хотя бы прежде всего своим размером. Двойной портрет представляет собой действительно большую картину. Фигуры художника и его жены кажутся такими большими для этой картины, что первоначально даже предполагали, что картина могла быть обрезана по краям. Художник и его супруга изображены в натуральную величину и не позируют отстранённо, как это было принято, а естественно соотнесены и контактируют со зрителем. Автор намеренно придал групповому портрету многозначность смысла и уделил большое внимание её композиции.

## Портрет брака
Эта картина создана Рубенсом вскоре после женитьбы и изображает супругов на фоне куста жимолости. Спокойная, даже в чём-то невозмутимая самоуверенность исходит от картины, на которой фигуры изображены одинаково большими и рядом друг с другом — выражение самостоятельности и равноправного положения супругов. Рубенс расположился на скамье, а Изабелла — на коленях возле него на брошенном на землю голубом плаще. Поза художника исполнена крайней непринуждённости и свободы, он сидит, закинув ногу на ногу. История мирового портрета ещё не знала подобной раскованности движения позирующей для портрета модели.
Как точно подметил один из критиков, Рубенс изобразил на этом портрете не просто себя и жену, но портрет брака. Исполненный внутренней свободы жест молодой женщины, доверчиво положившей свою правую руку на руку мужа, напоминает жест Джованны Ченами из «Портрета четы Арнольфини» Яна ван Эйка. Рубенс сохранил сакральный по своей значимости смысл его, связанный с таинством обручения, но наделил особой теплотой интимности, включив в целую систему связей, объединяющих молодых людей и развивающих ту же тему в картине. Трогательное нежное прикосновение рук является частью S-подобной кривой, которая начинается от головы художника и заканчивается в опущенной руке Изабеллы, связуя композицию воедино.
Большую роль играет пейзажный фон, который превращён по сути в реальную среду местонахождения портретируемых. Эту иллюзию усиливает выбранная точка зрения, земля с травами и цветами. Изображение кажется частью живой реальности. Однако групповой портрет лишён какого бы то ни было налёта прозаизма достоверности. Он создан по законам искуснейшей ритмической организации форм и объёмов в пространстве и на плоскости. Можно заметить, что фигуры вписываются в овал, что их объединяют близкие цветовые тона, особенно золотистые. В богатой колористической гамме живо ощущаются отголоски палитры венецианцев XVI в., особенно Веронезе, однако же сама система работы заглаженным скрытым мазком, создающим впечатление эмалевидной поверхности, выдаёт руку северного живописца.